# 肖聪慈
肖聪慈（1929年—？年），四川宜宾人，曾任中共山西省委委员、山西省人大常委会委员、山西省人大常委会教科文卫工作委员会副主任、大同市委书记。1989年8月9日，肖聪慈因犯有严重错误，被处以留党察看一年。

## 生平
肖聪慈1956年8月加入中国共产党，1950年9月起先后在西南军政大学川南分校、28军政治部政工科、69军政治文化处等地任干事。1983年10月就任大同市委书记。后来，肖被任命为山西省人大常委会委员、山西省人大常委会教科文卫工作委员会副主任。据查，肖聪慈任职大同期间，收受邓克昌贿赂的价值800元人民币的家具一套，利用职权使邓克昌获得114万元人民币的贷款，并减免其公司的养路费。他还利用职权试图包庇强奸未遂的邓克昌。此外，肖聪慈“长期与一女干部保持不正常关系”，为她套购5吨白糖、套汇价值3000元港币的彩电。